# Ambloplisus ornatus
Ambloplisus ornatus är en stekelart som först beskrevs av Cresson 1868.  Ambloplisus ornatus ingår i släktet Ambloplisus och familjen brokparasitsteklar. Inga underarter finns listade i Catalogue of Life.